# Armoiries du comté de Bourgogne
Ne doit pas être confondu avec Armoiries du duché de Bourgogne.
Les armoiries du comté de Bourgogne étaient celles utilisées sous le comté de Bourgogne.

## Description
D'azur, semé de billettes d'or, au lion couronné du second, armé, lampassé de gueules.

## Histoire

### Premières armoiries (...-1280)

Premières armoiries.

Quand les nobles se dotent de blasons dans la seconde moitié du XIIe siècle, les comtes palatins de Bourgogne issus d'un fils cadet de l'empereur Frédéric Ier Barberousse choisissent l'aigle pour emblème.
Leurs armoiries se blasonnement : de gueules à l'aigle éployée d'argent.

### Secondes armoiries (1280)
En 1280, le comte Othon IV change d'alliance et quitte le camp impérial pour rejoindre le camp guelfe. Pour marquer ce renversement d'alliance, il adopte de nouvelles armes avec un lion, animal porté par de nombreux partisans guelfes. Il utilise les couleurs azur et or qui renvoient au royaume de France, afin de mettre en avant la nouvelle alliance avec ce royaume, qui se traduit par sa politique matrimoniale (il épouse la capétienne Mahaut d'Artois et ses deux filles épousent deux fils de Philippe IV le Bel).

## Usages et variantes
| Armoiries | Modèle | Usage                            | Particularités |
| --------- | ------ | -------------------------------- | -------------- |
|           | 2017   | Bourgogne-Franche-Comté (région) | écartelé       |
|           | 1280   | Franche-Comté (région)           | identiques     |

### Crédits internes
- Cet article est partiellement ou en totalité issu de l'article intitulé « Armoiries de la Franche-Comté » (voir la liste des auteurs).